# Les Médicis : Maîtres de Florence
Les Médicis : Maîtres de Florence (Medici) est une série télévisée. Coproduction internationale créée par Frank Spotnitz et Nicholas Meyer, elle relate l’ascension de la famille Médicis dans la Florence de la Renaissance. Le personnage principal de la première saison est Cosme de Médicis interprété par Richard Madden entouré de Stuart Martin, Annabel Scholey, Guido Caprino et Dustin Hoffman. La seconde saison s'attache à la jeunesse de Laurent de Médicis incarné par Daniel Sharman secondé par Bradley James et Sean Bean. La troisième saison poursuit le récit de la vie de Laurent de Médicis après l'échec de la conjuration des Pazzi.
Coproduite par la Rai, Big Light Productions, Lux Vide et Wild Bunch TV, la première saison est diffusée à partir du 18 octobre 2016 par Rai 1 en Italie où elle connaît un vif succès. En France, la série est diffusée depuis le 25 octobre 2016 sur l'offre SFR Play puis sur Numéro 23 (15 février 2017). Par ailleurs, Netflix assure la diffusion aux États-Unis, au Royaume-Uni, en Irlande, en Inde et au Canada.

## Synopsis

### Saison 1
Au début du XVe siècle, Giovanni de' Medici, banquier florentin, se constitue une fortune considérable grâce à son habileté et à sa ruse. Il consolide cette richesse en l'utilisant pour nouer des alliances avec l'aristocratie toscane et le haut clergé. Quand il meurt en 1429, son fils aîné, Cosimo, devient le chef de famille. Il poursuit son œuvre en y adjoignant un mécénat actif et novateur que lui inspire sa vocation contrariée d'artiste.
Cependant, même si les Médicis veillent à éviter l'ostentation et respectent les formes du gouvernement républicain, la montée inexorable de leur puissance déplait fortement aux familles aristocratiques ainsi évincées et celles-ci s'emploient à leur perte. À cela s'ajoutent les drames personnels, les rivalités familiales et les épidémies.

### Saison 2
Avant-même la mort de son père, Piero de' Medicis, Lorenzo prend la tête de la famille et de la banque dont les affaires sont au plus mal. Il essaie de récupérer ses créances, de trouver de nouveaux revenus, de conclure des alliances stratégiques ou matrimoniales mais les ennemis sont nombreux. À Florence, la rivalité avec l'aristocratique famille de banquier Pazzi reprend de la vigueur et à l'extérieur, les ambitions territoriales de Lorenzo entrent en concurrence avec celles de la papauté. Les ennemis des Médicis ne tardent pas à s'unir.

### Saison 3
Après l'échec de la conjuration des Pazzi, Lorenzo consolide son pouvoir à Florence mais doit faire face à une coalition armée des États du Pape et du royaume de Naples sous le commandement du comte Riario. Il entreprend un voyage à Naples et parvient à conclure une paix séparée avec le roi Ferrante, en l'informant à temps d'une attaque de l'Empire ottoman à Otrante. Accueilli en triomphateur à Florence, il peut imposer une réforme de l'État qui remet en cause le régime républicain : le conseil des dix conçu comme un gouvernement extraordinaire s'inscrit dans la durée.
Sept ans plus tard, Lorenzo organise une conférence de paix des États italiens et tente de négocier la présence du pape.

## Distribution

### Saison 1

#### Acteurs principaux
- Richard Madden (VF : Julien Lucas) : Cosimo
- Stuart Martin (VF : Benjamin Egner) : Lorenzo, frère cadet de Cosimo
- Annabel Scholey (VF : Ariane Aggiage) : Contessina, épouse de Cosimo
- Guido Caprino (VF : Bruno Magne) : Marco Bello, homme de main et loyal allié de Cosimo
- Dustin Hoffman (VF : Richard Leblond) : Giovanni, patriarche de la famille Médicis, père de Cosimo et Lorenzo
- Alessandro Sperduti (it) (VF : Martin Faliu) : Piero, fils de Cosimo et Contessina
- Valentina Bellè (VF : Anne Tilloy) : Lucrezia, épouse de Piero

#### Acteurs récurrents
- Lex Shrapnel (en) (VF : David Krüger) : Rinaldo degli Albizzi
- Daniel Caltagirone : Andrea de' Pazzi, membre de la maison de Pazzi, aristocrate et banquier, rival des Médicis
- Ken Bones (VF : Michel Voletti) : Ugo Bencini, administrateur de la banque Médicis
- Brian Cox (VF : Thierry Murzeau) : Bernard Guadagni, gonfalonier de justice
- Alessandro Preziosi : Filippo Brunelleschi, architecte du dôme de la cathédrale de Florence
- Frances Barber (VF : Sylvie Genty) : Piccarda de Bueri, épouse de Giovanni, mère de Cosimo et Lorenzo
- Sarah Felberbaum : Maddalena, maîtresse de Cosimo rencontrée à Venise puis amante de Marco Bello
- Miriam Leone (VF : Ludivine Maffren) : Bianca, premier amour de Cosimo rencontrée à Rome dans l'atelier de Donatello
- Fortunato Cerlino (VF : Franck Dacquin) : Mastro Bedrani, marchand d’huile d’olives

### Saisons 2 et 3

#### Acteurs principaux
- Daniel Sharman (VF : Clément Moreau) : Lorenzo de' Medici, fils aîné de Piero et Lucrezia
- Bradley James (VF : Hervé Rey) : Giuliano de' Medici, second fils de Piero et Lucrezia, frère cadet de Lorenzo (saison 2, récurrent saison 3)
- Synnove Karlsen (VF : Anne Tilloy) : Clarisse Orsini, épouse de Lorenzo
- Alessandra Mastronardi (VF : Nathalie Bienaimé) : Lucrezia Donati, maîtresse de Lorenzo
- Sarah Parish (VF : Ivana Coppola) : Lucrezia de' Medici, mère de Lorenzo et Giuliano
- Sean Bean (VF : François-Eric Gendron) : Jacopo de' Pazzi, rival acharné des Médicis (saison 2)
- Matteo Martari (it) (VF : Emmanuel Gradi) : Francesco de' Pazzi, neveu de Jacopo de' Pazzi et ami d'enfance de Lorenzo (saison 2)
- Raoul Bova (VF : Nicolas Dangoise) (saison 2) puis  John Lynch (acteur) (saison 3) : le pape Sixte IV, allié des Pazzi (saison 2, récurrent saison 3)
- Sebastian de Souza (VF : Mathias Timsit) : Sandro Botticelli, peintre et ami de Lorenzo et Giuliano (saison 3, récurrent saison 2)
- Callum Blake (VF : Fabrice Fara) : Carlo de' Medici, oncle de Lorenzo et Giuliano (saison 3, récurrent saison 2)
- Francesco Montanari : Girolamo Savonarola (saison 3)
- Jack Roth (VF : Yannik Blivet) : Girolamo Riario, commandant de la coalition contre Florence (saison 3)
- Toby Regbo (VF : Garlan Le Martelot) : Tommaso Peruzzi (saison 3)
- Johnny Harris (acteur) (en) (VF : Sylvain Agaësse) : Bruno Bernardi, le conseiller de Lorenzo (saison 3)

#### Acteurs récurrents
- Julian Sands (VF : Thierry Ragueneau) : Piero de' Medici (saison 2)
- Annabel Scholey (VF : Ariane Aggiage) : Contessina, épouse de Cosimo et grand mère de Lorenzo de' Medici (saison 2)
- Aurora Ruffino (VF : Sandra Parra) : Bianca de' Medici, sœur de Lorenzo et épouse de Guglielmo de' Pazzi
- Charlie Vickers (VF : François Santucci) : Guglielmo de' Pazzi, frère cadet de Francesco et époux de Bianca (saison 2)
- Jacob Fortune-Lloyd (VF : Alexandre Guansé) : Francesco Salviati, prélat allié des Pazzi (saison 2)
- Filippo Nigro (VF : Jean-Jacques Nervest) : Luca Soderini, allié de Lorenzo (saison 2)
- Jacopo Olmo Antinori (VF : Yohan Lévy) : Bastiano Soderini, fils de Luca et ami de Lorenzo
- Matilda Lutz (VF : Adeline Moreau) : Simonetta Vespucci, maitresse de Giuliano et muse de Botticelli (saison 2)
- Alessio Vassallo (VF : Sébastien Boju) : Marco Vespucci, seigneur florentin et époux de Simonetta (saison 2)
- David Brandon : Petrucci, Gonfalonnier de justice allié des Médicis
- Francesca Del Fa : Novella Foscari, noble vénitienne et épouse de Francesco de' Pazzi (saison 2)
- Rose Williams (VF : Adeline Chetail) : Caterina Sforza, épouse de Girolamo Riario (saison 3)
- Jacob Dudman : Giulio de' Medici, neveu de Lorenzo et futur pape Clément VII  (saison 3)
- Louis Partridge : Piero de' Medici, fils ainé de Lorenzo  (saison 3)
- William Oliver Franklyn-Miller : Giovanni de' Medici, fils de Lorenzo et futur pape Léon X  (saison 3)
- Grace O'Leary : Maddalena de' Medici, fille de Lorenzo  (saison 3)
- Giorgio Marchesi : Giacomo Spinelli (saison 3)
- Marco Foschi (VF : Charles Mendiant) : Alphonso II de Naples (saison 3)
- Raniero Monaco di Lapio : Vanni (saison 3)
- Stephen Hagan : Leonardo da Vinci (saison 3)
- Vincenzo Crea : Niccolò Machiavelli (saison 3)

## Production
La série créée par Frank Spotnitz et Nicholas Meyer est annoncée le 24 septembre 2015. Elle est produite par Frank Spotnitz de Big Light Productions (UK), Wild Bunch TV (France) et Matilde et Luca Bernabei de Lux Vide (Italie). Pour ces derniers « Après sept siècles, l'histoire des Médicis demeure fascinante, pleine d'intrigues, de puissance, d’art et de foi. Le patrimoine historique et artistique qu'ils nous ont laissé est encore vivant ».
Les huit épisodes de la série sont réalisés par Sergio Mimica-Gezzan.
La Rai diffuse la série en Italie. Wild Bunch, qui cofinance la série, prend en charge la distribution internationale.
L'écriture d'une saison 2 est annoncée en octobre 2016.
En décembre 2018 est annoncé la saison 3 dont le tournage est en cours à Rome. Elle s'intitulera "Medici: Masters of Florence. The Magnificent Part II" et relatera la suite du règne de Lorenzo. Pleine de flash backs comme les deux saisons précédente, celle-ci devrait être diffusé en fin d'année 2019.
Selon l'affiche promotionnelle, la saison 3 sera la dernière sans qu'elle ait commencée. Aucun communiqué n'a été publié pour invoquer la raison de cet arrêt.

### Lieux de tournage
La première saison est tournée à partir de septembre 2015 en Toscane et dans le Latium.
- Toscane : le tournage a lieu à Florence notamment au Palazzo Vecchio, à la Basilique San Lorenzo et à la cathédrale Santa Maria del Fiore[7]. Sont également utilisés le Bagno Vignoni, Pienza et le Val d'Orcia.
- Latium : l'équipe s'installe à Viterbe où la vieille ville est utilisée pour recréer la Rome médiévale, au château de Bracciano pour les résidences de Giovanni de' Medici, Baldassarre Cossa, Andrea de' Pazzi et Alessandro de' Bardi[8], au château de Rota[9], au château de Santa Severa pour la résidence de Baldassarre Cossa[10], à la villa Farnese[11] et à la villa d'Este.

## Épisodes

### Première saison:Maîtres de Florence(2016)
1. Péché originel (Original Sin)
2. Un dôme et un toit (The Dome and the Domicile)
3. Le Fléau de Dieu (Pestilence)
4. Le Jour du jugement (Judgment Day)
5. Tentations (Temptation)
6. Ascension (Ascendancy)
7. Purgatoire (Purgatory)
8. Révélations (Epiphany)

### Deuxième saison:Le Magnifique(2018)
1. Lorenzo, Le Magnifique (Old Scores)
2. Un combat solitaire (Standing Alone)
3. Une alliance inattendue (Obstacles and Opportunities)
4. Au nom de la paix (Blood with Blood)
5. Ces liens qui nous engagent (Ties That Bind)
6. Alliance (Alliance)
7. Trahison (Betrayal)
8. La Messe de Pâques (Mass)

### Troisième saison:Power and Beauty(2019)
La troisième saison composée de huit épisodes a été entièrement diffusée du 2 décembre 2019 au 11 décembre 2019.
1. Le survivant (Survival)
2. La dissolution (The Ten)
3. La porte du passé (Trust)
4. Le massacre de Ferrara (Innocent)
5. Le Saint-Siège (The Holy See)
6. Faux-semblants (A Man Of No Importance)
7. Âmes perdues (Lost Souls)
8. Le destin de la Cité (The Fate Of The City)

## Musique du générique
La musique du générique est de la chanteuse Skin qui a composé les paroles de « Renaissance » avec Paulo Buonvino.